# 高尾山口站
高尾山口站（日语：／ Takaosanguchi eki */?）是位於東京都八王子市高尾町，屬於京王電鐵高尾線的終點站。車站編號是KO53。此站是距離高尾山最近的車站，也是京王電鐵最西邊的車站。

## 年表
- 1967年10月1日，作為京王帝都電鐵的車站啟用[2]。
- 2001年3月27日，新設的準特急開始在此站行駛。
- 2013年2月22日，通勤快速更名為區間急行，同日以KO53作為車站編號。
- 2015年4月24日，站房整修完成[3][2]。

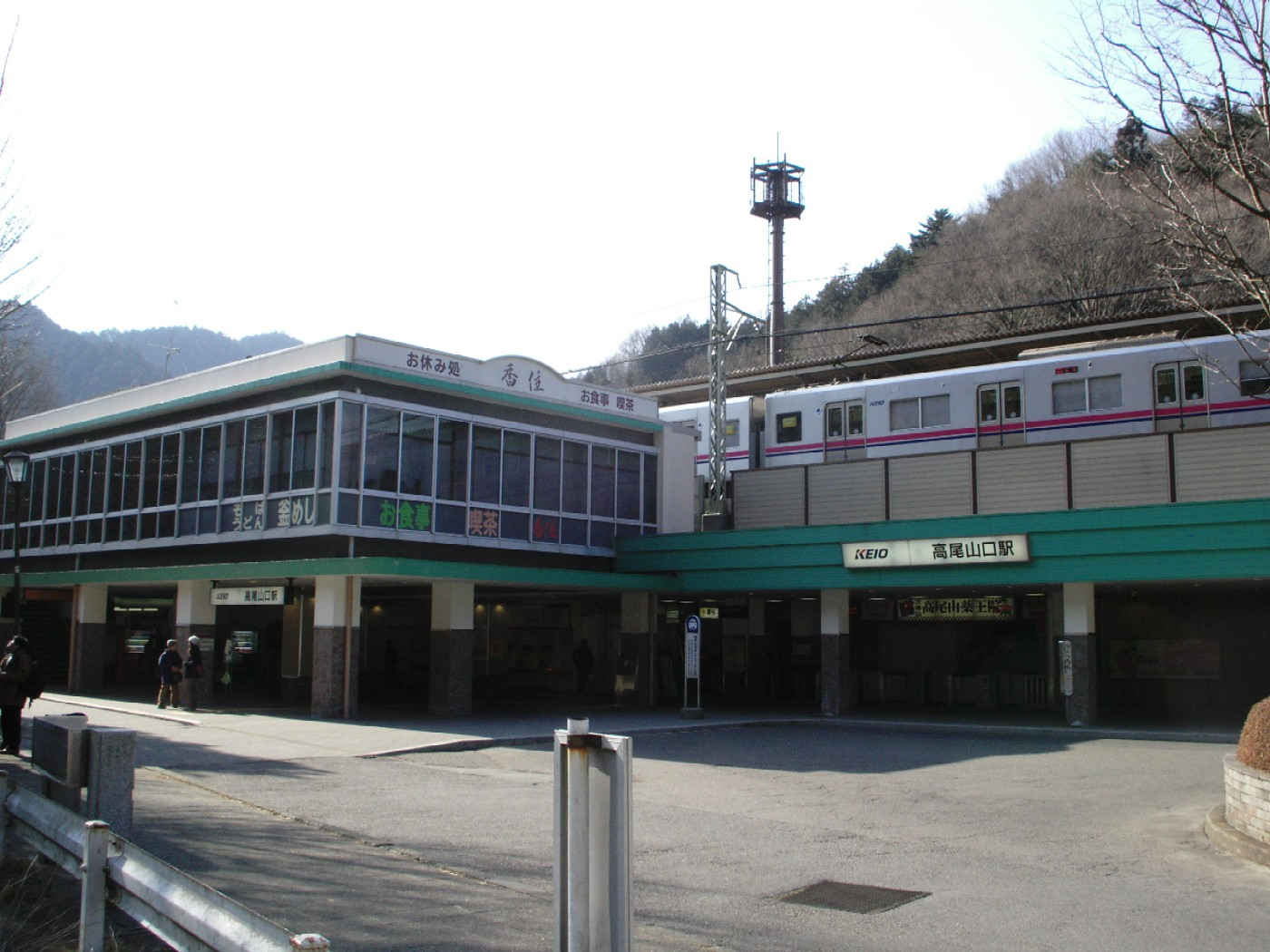
舊站房（2007年2月）

### 站名由來
因為在「高尾山」登山口因而命名為「高尾山口」。

## 車站構造
本站式島式月台1面2線的高架車站。剪票口在高架下1樓，與月台之間有電梯可搭乘。

### 月台配置
| 月台 | 路線   | 目的地                               |
| ---- | ------ | ------------------------------------ |
| 1、2 | 高尾線 | 北野、府中、明大前、新宿、新宿線方向 |

- 除部分列車，上行的快速、各停在北野站與京王八王子站發車的特急、急行相互接續，特急、準特急、急行則與各停相互接續。
- 白天特急（週六日為準特急）與各停每小時各3班總計6班（間隔約10分）交互發車。

### 站房
2015年（平成27年）4月24日完成的新站房由建築師隈研吾設計，是以東京都指定天然紀念物「高尾山杉」作為建材。

### 車站設備
廁所位於1樓剪票口內。站前的高尾山麓停車場也有廁所。
2015年（平成27年）4月29日，站房內的觀光諮詢處（營運：八王子觀光協會，暱稱：飛鼠之屋（むささびハウス））開幕，並派任精通英文的職員常駐以服務日漸增加的外國遊客。
2015年（平成27年）10月27日，車站背面西側的溫泉設施極樂湯加盟店「京王高尾山溫泉 / 極樂湯」開幕。
本站在剪票口外有投幣式置物櫃。纜車清瀧站也有投幣式置物櫃。
剪票口外的通道有Seven銀行的ATM。
出剪票口後右手邊的商店販賣零食、mont-bell服飾與登山用品等。
站前可清洗登山靴，並備有刷子。

## 使用情況
2016年度1日平均上下車人次為11,442人。
高尾山每年的登山客高達300萬人，2007年（平成19年）《米其林指南》將高尾山列為最高等的「三星」觀光地。
| 年度               | 1日平均 上下車人次 | 1日平均 上車人次 | 來源   |
| ------------------ | ------------------ | ---------------- | ------ |
| 1967年（昭和42年） | 1,658              |                  |        |
| 1970年（昭和45年） | 3,951              |                  |        |
| 1975年（昭和50年） | 5,124              |                  |        |
| 1980年（昭和55年） | 6,948              |                  |        |
| 1985年（昭和60年） | 7,738              |                  |        |
| 1990年（平成02年） | 7,862              | 4,014            | [ 12 ] |
| 1991年（平成03年） |                    | 3,926            | [ 13 ] |
| 1992年（平成04年） |                    | 4,112            | [ 14 ] |
| 1993年（平成05年） |                    | 3,721            | [ 15 ] |
| 1994年（平成06年） |                    | 3,660            | [ 16 ] |
| 1995年（平成07年） | 6,904              | 3,582            | [ 17 ] |
| 1996年（平成08年） |                    | 3,666            | [ 18 ] |
| 1997年（平成09年） |                    | 3,408            | [ 19 ] |
| 1998年（平成10年） |                    | 3,389            | [ 20 ] |
| 1999年（平成11年） |                    | 3,426            | [ 21 ] |
| 2000年（平成12年） | 7,100              | 3,332            | [ 22 ] |
| 2001年（平成13年） |                    | 3,668            | [ 23 ] |
| 2002年（平成14年） |                    | 3,567            | [ 24 ] |
| 2003年（平成15年） | 7,764              | 3,779            | [ 25 ] |
| 2004年（平成16年） | 7,790              | 3,770            | [ 26 ] |
| 2005年（平成17年） | 7,423              | 3,745            | [ 27 ] |
| 2006年（平成18年） | 7,410              | 3,934            | [ 28 ] |
| 2007年（平成19年） | 8,311              | 4,309            | [ 29 ] |
| 2008年（平成20年） | 9,499              | 4,885            | [ 30 ] |
| 2009年（平成21年） | 10,167             | 5,216            | [ 31 ] |
| 2010年（平成22年） | 10,243             | 5,247            | [ 32 ] |
| 2011年（平成23年） | 9,809              | 4,991            | [ 33 ] |
| 2012年（平成24年） | 10,690             | 5,430            | [ 34 ] |
| 2013年（平成25年） | 10,369             | 5,246            | [ 34 ] |
| 2014年（平成26年） | 10,089             |                  | [ 35 ] |
| 2015年（平成27年） | 11,110             |                  | [ 35 ] |
| 2016年（平成28年） | 11,442             |                  | [ 35 ] |

## 車站周邊
- 國道20號（甲州街道）
- 東京都道189號高尾山線（日语：東京都道189号高尾山線）
- 高尾山麓停車場（站前停車場）
- 高尾山不動院
- 高尾登山電鐵纜索鐵路清瀧站
- 高尾登山電鐵空中纜車山麓站
- 高尾山幻視藝術（トリックアート）美術館
- 高尾599博物館
- 京王高尾山溫泉 / 極樂湯（日语：京王高尾山温泉）

### 巴士路線

#### 現行路線
可搭乘神奈川中央交通、京王巴士南、京王電鐵巴士。
- 八07、湖29：往相模湖站（神奈川中央交通）
- 八07：往八王子站北口（神奈川中央交通）
- 山01：往京王八王子站（京王巴士南）
- 山02：往高尾站北口（京王巴士南）
- 高02：往高尾站南口（京王電鐵巴士）

## 相鄰車站
京王電鐵
 高尾線
■特急、■準特急、■急行、■區間急行、■快速、■各站停車（準特急至北野、區間急行至東府中、快速至調布為止皆為各站停車）
高尾（KO52）－高尾山口（KO53）

## 外部連結
- 高尾山口 - 京王電鐵
- 京王高尾山溫泉 / 極樂湯 （页面存档备份，存于）